# Nedbank Golf Challenge
Le Nedbank Golf Challenge est un tournoi de golf du Tour Européen PGA et du Sunshine Tour, disputé chaque année en Afrique du Sud, au Gary Player Country Club, à Sun City. Créé en 1981, il n'a été incorporé à un circuit professionnel qu'en 2013. Tournoi sur invitation, il est à l'origine ouvert à 12 joueurs, élargi à 30 joueurs en 2013 : le tenant du titre, les 10 meilleurs joueurs de la FedEx Cup, les 10 premiers de la Race to Dubai, les vainqueurs des circuits professionnel suivant : Sunshine Tour, Asian Tour, Japan Golf Tour et du PGA Tour of Australasia, le gagnant de l'Alfred Dunhill Championship, et les 5 meilleurs joueurs sud-africains au classement mondial.
À partir de l'année 2016, c'est l'avant-dernier tournoi des Final Series du Tour Européen. De ce fait, il est joué deux fois au cours de la saison 2016, la 1re fois en décembre 2015, la 2de fois en novembre 2016.

## Rolex Series
Avant le début de la saison 2017, le Tour Européen annonce que le tournoi est incorporé aux Rolex Series, nouvellement créées. Ce nouveau label regroupe plusieurs tournois dotés au minimum de 7 millions d'Euros chacun.

## Palmarès
| Année                          | Pays                                                | Vainqueur                                           | Score                                               |
| Hors Tour professionnel        | Hors Tour professionnel                             | Hors Tour professionnel                             | Hors Tour professionnel                             |
| ------------------------------ | --------------------------------------------------- | --------------------------------------------------- | --------------------------------------------------- |
| 1981                           | États-Unis                                          | Johnny Miller                                       | 277 (−11)                                           |
| 1982                           | États-Unis                                          | Raymond Floyd                                       | 280 (−8)                                            |
| 1983                           | Espagne                                             | Seve Ballesteros                                    | 274 (−14)                                           |
| 1984                           | Espagne                                             | Seve Ballesteros (2)                                | 279 (−9)                                            |
| 1985                           | Allemagne de l'Ouest                                | Bernhard Langer                                     | 278 (−10)                                           |
| 1986                           | Zimbabwe                                            | Marc McNulty                                        | 282 (−6)                                            |
| 1987                           | Pays de Galles                                      | Ian Woosnam                                         | 274 (−14)                                           |
| 1988                           | Afrique du Sud                                      | Fulton Allem                                        | 278 (−10)                                           |
| 1989                           | Afrique du Sud                                      | David Frost                                         | 276 (−12)                                           |
| 1990                           | Afrique du Sud                                      | David Frost (2)                                     | 284 (−4)                                            |
| 1991                           | Allemagne                                           | Bernhard Langer (2)                                 | 272 (−16)                                           |
| 1992                           | Afrique du Sud                                      | David Frost (3)                                     | 276 (−12)                                           |
| 1993                           | Zimbabwe                                            | Nick Price                                          | 264 (−24)                                           |
| 1994                           | Angleterre                                          | Nick Faldo                                          | 272 (−16)                                           |
| 1995                           | États-Unis                                          | Corey Pavin                                         | 276 (−12)                                           |
| 1996                           | Écosse                                              | Colin Montgomerie                                   | 274 (−14)                                           |
| 1997                           | Zimbabwe                                            | Nick Price (2)                                      | 275 (−13)                                           |
| 1998                           | Zimbabwe                                            | Nick Price (3)                                      | 273 (−15)                                           |
| 1999                           | Afrique du Sud                                      | Ernie Els                                           | 263 (−25)                                           |
| 2000                           | Afrique du Sud                                      | Ernie Els (2)                                       | 268 (−20)                                           |
| 2001                           | Espagne                                             | Sergio García Fernández                             | 268 (−20)                                           |
| 2002                           | Afrique du Sud                                      | Ernie Els (3)                                       | 267 (−21)                                           |
| 2003                           | Espagne                                             | Sergio García Fernández (2)                         | 274 (−14)                                           |
| 2004                           | Afrique du Sud                                      | Retief Goosen                                       | 281 (−7)                                            |
| 2005                           | États-Unis                                          | Jim Furyk                                           | 282 (−6)                                            |
| 2006                           | États-Unis                                          | Jim Furyk (2)                                       | 276 (−12)                                           |
| 2007                           | Afrique du Sud                                      | Trevor Immelman                                     | 272 (−16)                                           |
| 2008                           | Suède                                               | Henrik Stenson                                      | 267 (−21)                                           |
| 2009                           | Australie                                           | Robert Allenby                                      | 277 (−11)                                           |
| 2010                           | Angleterre                                          | Lee Westwood                                        | 271 (−17)                                           |
| 2011                           | Angleterre                                          | Lee Westwood (2)                                    | 273 (−15)                                           |
| 2012                           | Allemagne                                           | Martin Kaymer                                       | 280 (−8)                                            |
| Tour Européen et Sunshine Tour |                                                     |                                                     |                                                     |
| 2013                           | Danemark                                            | Thomas Bjorn                                        | 268 (−20)                                           |
| 2014                           | Angleterre                                          | Danny Willett                                       | 270 (−18)                                           |
| 2015                           | Australie                                           | Marc Leishman                                       | 269 (−19)                                           |
| 2016                           | Suède                                               | Alex Norén                                          | 274 (−14)                                           |
| 2017                           | Afrique du Sud                                      | Branden Grace                                       | 277 (−11)                                           |
| Tour Européen                  |                                                     |                                                     |                                                     |
| 2018                           | Angleterre                                          | Lee Westwood (3)                                    | 273 (−15)                                           |
| 2019                           | Angleterre                                          | Tommy Fleetwood                                     | 276 (−12)                                           |
| 2020                           | Tournoi annulé en raison de la pandémie de Covid-19 | Tournoi annulé en raison de la pandémie de Covid-19 | Tournoi annulé en raison de la pandémie de Covid-19 |
| 2021                           | Tournoi annulé en raison de la pandémie de Covid-19 | Tournoi annulé en raison de la pandémie de Covid-19 | Tournoi annulé en raison de la pandémie de Covid-19 |